# Giải vô địch bóng đá bãi biển thế giới 1996
Giải vô địch bóng đá bãi biển thế giới 1996 là giải đấu lần thứ 2 của Giải vô địch bóng đá bãi biển thế giới (BSWW), giải đấu bóng đá bãi biển quốc tế danh giá nhất dành cho các đội tuyển quốc gia nam cho đến năm 2005, khi giải sau đó được thay thế bằng phiên bản giải đấu của FIFA. Giải đấu này được tổ chức bởi công ty thể thao Koch Tavares của Brasil (một trong những đối tác sáng lập của Liên đoàn bóng đá bãi biển thế giới).
Giải đấu lần tiếp theo được tổ chức tại Bãi biển Copacabana ở Rio de Janeiro, Brasil, giống như lần tổ chức đầu tiên vào năm trước.
Brasil đã bảo vệ thành công chức vô địch sau khi đánh bại Uruguay với tỷ số 3–0 trong trận chung kết có tỷ số thấp nhất từ trước đến nay, để giành chức vô địch thế giới lần thứ hai. Uruguay vẫn là đội duy nhất không ghi bàn trong trận chung kết Giải vô địch thế giới cho đến khi Tahiti cũng không làm được điều đó tại mùa giải năm 2017.
Đây cũng là một trong hai mùa giải duy nhất sau mùa giải đầu tiên (mùa giải còn lại là 2003) không có trận đấu nào kéo dài quá thời gian thi đấu chính thức.

## Tổ chức
Kế hoạch tổ chức vẫn giữ nguyên như thể thức được thiết lập cho mùa giải đầu tiên vào năm trước; tám quốc gia tham dự tranh tài ở hai bảng bốn đội theo thể thức vòng tròn. Hai đội đứng đầu tiến thẳng vào bán kết, tiếp theo đó giải được tổ chức theo thể thức đấu loại trực tiếp cho đến khi tìm ra đội vô địch cùng với một trận đấu bổ sung để xác định vị trí thứ ba.
Sức chứa của sân thi đấu được sử dụng cho Giải vô địch thế giới năm 1996 vẫn giữ nguyên như năm 1995, với 12.000 chỗ ngồi dành cho khán giả.

## Đội tuyển
Châu Phi, Châu Á và Châu Đại Dương không có đại diện.
| Khu vực Châu Âu (3): - Đan Mạch1 - Ý - Nga1 Khu vực Bắc Mỹ (2): - Canada1 - Hoa Kỳ | Khu vực Nam Mỹ (2): - Argentina - Uruguay Chủ nhà: - Brasil (Nam Mỹ) |

1. Các đội tuyển lần đầu tiên tham dự

## Vòng bảng

### Bảng A
| VT | Đội      | ST | T | T+ | B | BT | BB | HS  | Đ | Giành quyền tham dự     |
| -- | -------- | -- | - | -- | - | -- | -- | --- | - | ----------------------- |
| 1  | Brasil   | 3  | 3 | 0  | 0 | 24 | 5  | +19 | 9 | Vòng đấu loại trực tiếp |
| 2  | Uruguay  | 3  | 1 | 0  | 2 | 12 | 13 | –1  | 3 | Vòng đấu loại trực tiếp |
| 3  | Đan Mạch | 3  | 1 | 0  | 2 | 10 | 16 | –6  | 3 |                         |
| 4  | Canada   | 3  | 1 | 0  | 2 | 12 | 24 | –12 | 3 |                         |

| Uruguay | 5–6 | Canada |
| ------- | --- | ------ |
|         |     |        |

| Brasil | 7–1 | Đan Mạch |
| ------ | --- | -------- |
|        |     |          |

| Uruguay | 5–3 | Đan Mạch |
| ------- | --- | -------- |
|         |     |          |

| Brasil | 13–2 | Canada |
| ------ | ---- | ------ |
|        |      |        |

| Đan Mạch | 6–4 | Canada |
| -------- | --- | ------ |
|          |     |        |

| Brasil | 4–2 | Uruguay |
| ------ | --- | ------- |
|        |     |         |

### Bảng B
| VT | Đội       | ST | T | T+ | B | BT | BB | HS | Đ | Giành quyền tham dự     |
| -- | --------- | -- | - | -- | - | -- | -- | -- | - | ----------------------- |
| 1  | Hoa Kỳ    | 3  | 3 | 0  | 0 | 14 | 9  | +5 | 9 | Vòng đấu loại trực tiếp |
| 2  | Ý         | 3  | 2 | 0  | 1 | 14 | 9  | +5 | 6 | Vòng đấu loại trực tiếp |
| 3  | Nga       | 3  | 1 | 0  | 2 | 8  | 10 | –2 | 3 |                         |
| 4  | Argentina | 3  | 0 | 0  | 3 | 5  | 13 | –8 | 0 |                         |

| Hoa Kỳ | 4–2 | Argentina |
| ------ | --- | --------- |
|        |     |           |

| Ý | 5–1 | Nga |
| - | --- | --- |
|   |     |     |

| Nga | 4–1 | Argentina |
| --- | --- | --------- |
|     |     |           |

| Hoa Kỳ | 6–4 | Ý |
| ------ | --- | - |
|        |     |   |

| Ý | 5–2 | Argentina |
| - | --- | --------- |
|   |     |           |

| Hoa Kỳ | 4–3 | Nga |
| ------ | --- | --- |
|        |     |     |

## Vòng đấu loại trực tiếp

### Bán kết
| Uruguay | 7–0 | Hoa Kỳ |
| ------- | --- | ------ |
|         |     |        |

| Brasil | 12–4 | Ý |
| ------ | ---- | - |
|        |      |   |

### Tranh hạng ba
| Ý | 4–3 | Hoa Kỳ |
| - | --- | ------ |
|   |     |        |

### Chung kết
| Brasil               | 3–0      | Uruguay |
| -------------------- | -------- | ------- |
| Zico · Magal · Neném | Chi tiết |         |

## Vô địch
| Giải vô địch bóng đá bãi biển thế giới 1996 |
| ------------------------------------------- |
| · Brasil · Lần thứ 2                        |

## Giải thưởng
| Vua phá lưới          |
| --------------------- |
| Alessandro Altobelli  |
| 14 bàn2               |
| Cầu thủ xuất sắc nhất |
| Edinho                |
| Thủ môn xuất sắc nhất |
| Paulo Sérgio          |

2. Các nguồn khác đưa ra là 13 bàn 

## Bảng xếp hạng giải đấu
| VT | Bg | Đội       | ST | T | T+ | B | BT | BB | HS  | Đ  | Chung cuộc          |
| -- | -- | --------- | -- | - | -- | - | -- | -- | --- | -- | ------------------- |
| 1  | A  | Brasil    | 5  | 5 | 0  | 0 | 39 | 9  | +30 | 15 | Vô địch             |
| 2  | A  | Uruguay   | 5  | 2 | 0  | 3 | 19 | 16 | +3  | 6  | Á quân              |
| 3  | B  | Ý         | 5  | 3 | 0  | 2 | 22 | 24 | −2  | 9  | Hạng ba             |
| 4  | B  | Hoa Kỳ    | 5  | 3 | 0  | 2 | 17 | 20 | −3  | 9  | Hạng tư             |
|    |    |           |    |   |    |   |    |    |     |    |                     |
| 5  | B  | Nga       | 3  | 1 | 0  | 2 | 8  | 10 | −2  | 3  | Bị loại ở Vòng bảng |
| 6  | A  | Đan Mạch  | 3  | 1 | 0  | 2 | 10 | 16 | −6  | 3  | Bị loại ở Vòng bảng |
| 7  | A  | Canada    | 3  | 1 | 0  | 2 | 12 | 24 | −12 | 3  | Bị loại ở Vòng bảng |
| 8  | B  | Argentina | 3  | 0 | 0  | 3 | 5  | 13 | −8  | 0  | Bị loại ở Vòng bảng |